# Carola Grey
Carola Grey, geboren als Carola Gschrey (Zorneding, 5 augustus 1968), is een Duitse jazz- en fusiondrumster en componiste.

## Biografie
Carola Gschrey werd geboren in Zorneding bij München en bezocht van 1978 tot 1987 het Humboldt-Gymnasium Vaterstetten in Baldham. Eerst leerde ze piano spelen en wilde ze concertpianiste worden. Op 11-jarige leeftijd begon ze met drummen. Halverwege de jaren 1980 speelde ze als drummer in een kapel van een biertent. Ze kwam naar de jazz via een schoolband en speelde voor het eerst op 17-jarige leeftijd in de jazzclub Unterfahrt.
Na haar afstuderen aan de middelbare school studeerde ze aan de muziekuniversiteit van Keulen bij Joachim Ullrich. Ze ging naar New York, waar Billy Hart haar mentor werd en waar ze zes jaar woonde. Ze speelde onder andere in de gothicband Maria Excommunikata en nam de eerste eigen albums op. In 1996 keerde ze terug naar München. Haar derde album Girls Can't Hit werd in Duitsland gemaakt dat ambient en drum & bass benaderde. In 1999 werkte ze in India mee aan het Karnatik Jazz Projekt met de muzikant T.V. Gopalakrishnan (waaronder George Harrison).
Carola Grey bracht verschillende cd's uit onder haar eigen naam, waarvoor ze ook de muziek componeerde. Sommigen van deze kwamen in de top 10 van de Amerikaanse jazzhitlijsten. Hiervoor ontving ze prijzen zoals de Bayerische Kulturpreis en de Jazzpreis Burghausen. Ze speelde onder meer met Craig Handy, Lonnie Plaxico, Mike Stern, Ron McClure, Fiona Burnett en Ravi Coltrane. Ze gaf ook duoconcerten met bekende bassisten zoals Rocco Prestia, Jeff Berlin en Stuart Hamm en ook soloshows.
Grey kreeg de reputatie de bekendste moderne drummer van Duitsland te zijn. Ze treedt met haar beide bands, de jazzrockband Noisy Mamma en de rock/popband Babelfish, op in Europa. Ze behoort ook tot het trio van Thomas Fink. Van de herfst van 2013 tot begin 2014 toerde Grey met Noisy Mama en bekende lokale muzikanten in India. Na haar terugkeer wijdde Brigitte Theile op 17 april 2014 een aflevering van de Bayern 3-radioreeks Mensch Theile! aan haar.
Grey's hoofdverblijfplaats is in Vaterstetten. Ze geeft drumclinics wereldwijd, is de auteur van verschillende drumboeken en gastdocente aan het Institute Music Daya Indonesia (IMDI) in Jakarta. Ze heeft haar eigen opnamestudio sinds 2004 en in 2007 richtte ze haar label Noisy Mama Productions op.

## Discografie
- 1992: Noisy Mama Noisy Mama met Lonnie Plaxico, Craig Handy, Ron McClure
- 1994: Noisy Mama The Age Of Illusions, met Ravi Coltrane, Mike Stern, Bobby Sanabria
- 1996: Noisy Mama Girls Can't Hit
- 2000: Grey & Marsico Happy Music met Alberto Marsico
- 2001: Steve Hooks 66 Minutes of Joy
- 2001: Deirdre Cartwright Group Precious Things
- 2005: Witchcraft Live!
- 2007: Noisy Mama Drum Attack!
- 2010: Rainer Glas Universal Ensemble The Rainbow Suite
- 2013: Carola Grey's Noisy Mama Road to Goa

## Drumscholen
- Drumworkshop. The Grey Way (Voggenreiter Verlag)
- Drum Action Classic Rock Grooves (PPV Medien)